# Jean Hubert Houël
Pour les articles homonymes, voir Houël.
Jean Hubert Houël, né à Deycimont (Vosges) le 14 Germinal an X (4 avril 1802) et mort à Saint-Dié (Vosges) le 20 juin 1889[réf. nécessaire], est un avocat et homme politique français.

## Biographie
Fils de Jean-Pierre Houël, un agriculteur, et de Marie-Barbe Rivat, il se destine d'abord à l'enseignement ; il entre en 1821 au Pensionnat normal. En 1822, il se tourne vers le droit et obtient une licence. En 1830 il succède à Nicolas Guye en tant que maire de Saint-Dié, ville où il s'est installé en tant que notaire trois ans plus tôt. Il ne reste en fonction que onze mois et il est remplacé par Victor de Comeau. En 1840, il abandonne sa charge notariale pour devenir avocat.
En 1848, il est élu député à l'Assemblée constituante. Républicain conservateur[réf. nécessaire], il est également membre du Comité de l'instruction publique et soutient la candidature du général Louis Eugène Cavaignac à la présidence de la République en décembre 1848. Il est réélu député des Vosges lors des élections législatives le 13 mai 1849. Après le coup d'État du 2 décembre 1851, il signe la déchéance et la mise en accusation du président de la République Louis-Napoléon Bonaparte, futur Napoléon III. C'est à ce titre qu'il est emprisonné durant quelques jours avec d'autres députés.
Après cet épisode, il se retire de la vie politique pour se consacrer à sa famille. Il s'était marié avec Josèphe-Gabrielle Serrier dont il eut deux fils, tous deux polytechniciens :
- Pierre-Hubert - X 1852 - né le 16 août 1833 à Saint-Dié (Vosges).
et
- Paul-Eugène - X 1856 - né le 11 décembre 1837 à Saint-Dié (Vosges).

## Sources
- Munier, Le grand livre des élus vosgiens, Éditions Gérard Louis, 2003
- Les Vosgiens célèbres, Éditions Gérard Louis, 1990
- Registres d'état-civil de la commune de Deycimont
- Polytechnique.org - annuaire
- « Jean Hubert Houël », dans Adolphe Robert et Gaston Cougny, Dictionnaire des parlementaires français, Edgar Bourloton, 1889-1891 [détail de l’édition]